# Coppa del Principe della Corona del Qatar 2011
La Qatar Crown Prince Cup 2011 è la diciassettesima edizione della coppa. A questa edizione prendono parte le migliori quattro squadre della Qatar Stars League 2010-2011.Questa edizione verrà vinta dal Al-Gharafa Sports Club che si conquista la sua terza edizione della coppa.

## Squadre partecipanti
- Lekhwiya: campione della Qatar Stars League 2010-2011
- Al-Gharafa:secondi nella Qatar Stars League 2010-2011
- Al-Rayyan:terzi nella Qatar Stars League 2010-2011
- Al-Arabi:quarti nella Qatar Stars League 2010-2011

## Tabellone

### Semifinali
| Squadra 1  | Risultato     | Squadra 2 |
| ---------- | ------------- | --------- |
| Lekhwiya   | 0 - 1         | Al-Arabi  |
| Al-Gharafa | 1 - 1 (5 - 4) | Al-Rayyan |

### Finale
| Arbitro: | 23.000 (Banjar Al Dossari) |

|  |           |                                              |
|  | Marcatori | 34’ Mirghani Al Zain 76’Juninho Pernambucano |